# Tuchořice
Tuchořice (deutsch Tuchorschitz) ist eine Gemeinde in Tschechien. Sie liegt etwa neun Kilometer südöstlich von Saaz und gehört zum Okres Louny in Nordböhmen.

## Geographie
Das Dorf liegt südlich der Landstraße von Žatec (Saaz) nach Louny (Laun) am Fuße des Džbán oder der Dzbanberge mit den Erhebungen Haidhübel, Pandurahöhe, Výrov (Hohe Guck) und Markwaretzer Höhe.
Nachbarorte sind im Nordwesten Dubčany und Libešice, Lipno im Norden, Markvarec im Osten und Třeskonice im Süden. Die Gegend ist gekennzeichnet durch wertvolle landwirtschaftliche Böden, auf denen insbesondere Hopfenanbau betrieben wird.

## Geschichte
Die erste urkundliche Erwähnung des Ortes stammt aus dem Jahre 1239, als ein Wladyke Adam von Tuchorschitz hier seinen Sitz hatte. Bis zum Jahre 1792 gehörte Tuchorschitz zum Schulsprengel Liebeschitz. In der Nähe des Ortes wurden in einem Kalksteinbruch zahlreiche Gräber aus der Steinzeit gefunden, auch Funde aus der Bronzezeit (Lausitzer und La Tène-Kultur) wurden gemacht.
Die Gemeinde gehörte zum Bezirk Saaz.
Nach dem Münchner Abkommen wurde der Ort dem Deutschen Reich zugeschlagen und gehörte bis 1945 zum Landkreis Saaz.

## Gemeindegliederung
Die Gemeinde Tuchořice besteht aus den Ortsteilen Nečemice (Netschenitz), Třeskonice (Treskonitz) und Tuchořice (Tuchoritz), die zugleich auch Katastralbezirke bilden.

## Sehenswürdigkeiten
- Schloss Tuchořice

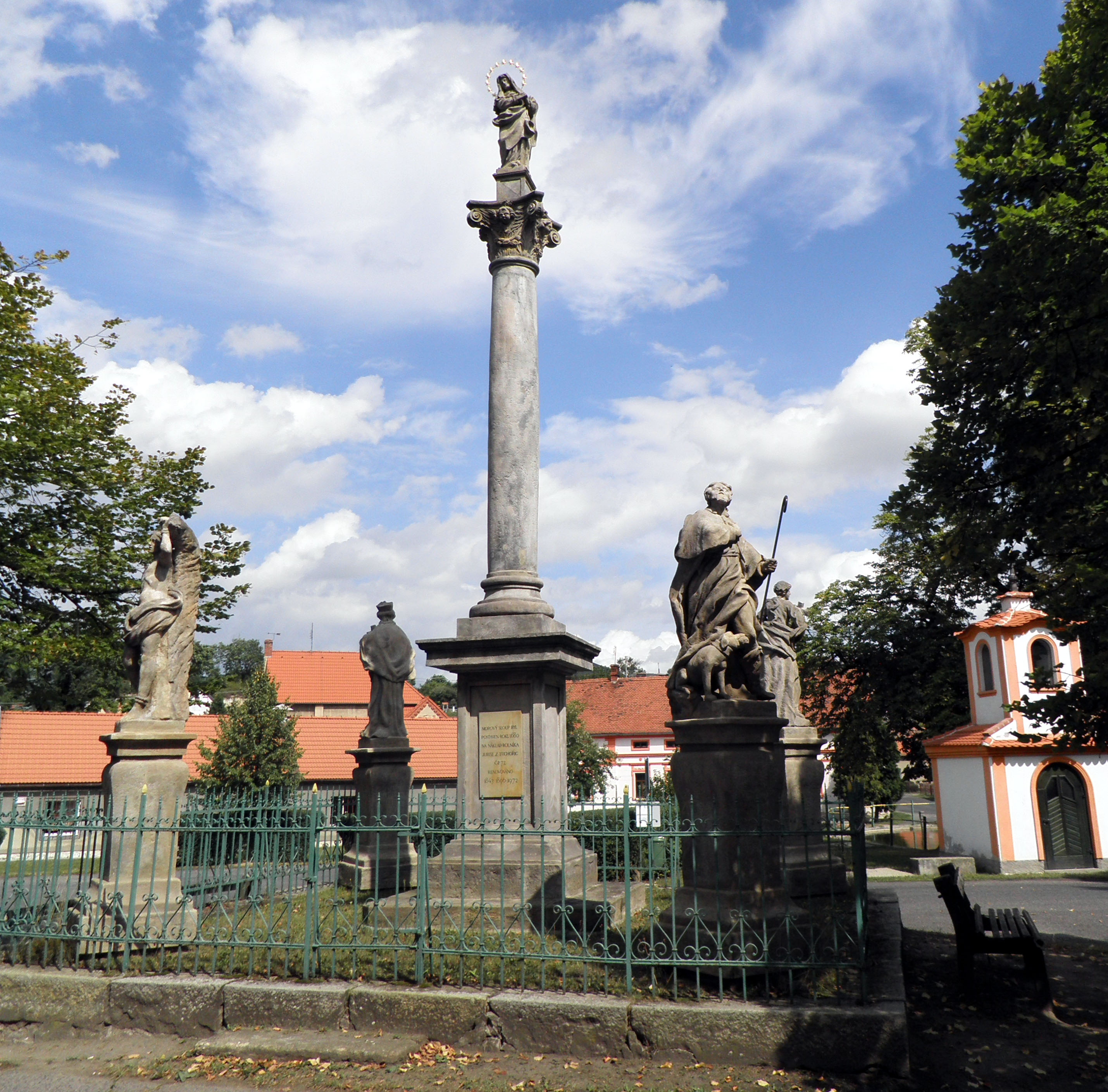
Mariensäule (Pestsäule) auf dem Dorfanger

- barocke Mariensäule (Pestsäule) – Kulturdenkmal gemäß Liste

## Persönlichkeiten
- Josef Dotzauer (1900–1972), deutscher Politiker (GB/BHE) und Landtagsabgeordneter in Bayern